# Gaetano Nave
Gaetano Almorò Nave (né en 1787 à Maserada sul Piave et mort en 1852 à Trévise) était un compositeur et organiste italien.

## Biographie
On sait peu de choses de Gaetano Almorò Nave. Élève de Niccolò Moretti (it), il est certain qu'il fut organiste de la Basilica Trevigiana de Santa Maria Maggiore en 1827 où, quelque cinquante ans auparavant, le facteur d'orgues Gaetano Callido avait installé son propre instrument sur lequel Gaetano Nave devait composer une grande partie de son œuvre.
Neuf ans plus tard il tenait le même office à Paese où jouait également Francesco Dacci. A Trévise, toujours dans les années 1850, il fréquentait la « Società Filodrammatica » locale, où il présenta une symphonie pour orchestre et des variations pour piano. Sa production de musique sacrée et instrumentale (disparue de la  Biblioteca Capitolare, mais conservée à la collection Civica, à Venise et dans le fond Sartori) reprend les leçons de Moretti avec quelques effets plus marqués.

## Sources
- Amedeo Aroma, Settecento organistico trevigiano, ed. ateneo di Treviso 1997.